# Nacht und Nebel
Nacht und Nebel (Noc a mlha) byl rozkaz vytvořený Adolfem Hitlerem. Vydán byl 12. prosince 1941 jako tajná směrnice číslo 165/41 a podepsán šéfem vrchního velitelství branné moci generálem Wilhelmem Keitelem. Tato směrnice určovala způsob zvláštního zacházení se zatčenými v Třetí říši a s vůdci odboje na okupovaných územích. Toto zacházení v sobě zahrnovalo únos osob uprostřed noci (Nacht) a jejich zmizení bez jakýchkoliv informací příbuzným (Nebel) v Říši. Takoví lidé měli navždy zmizet a nejistota spojená s jejich zmizením měla být psychologickým terorem, který měl další jedince odstrašit od jakékoli opozice vůči nacistickému režimu.
Zatčení během akce Nacht und Nebel byli převážně z Belgie, Francie a Nizozemska. Obvykle byli zatčeni uprostřed noci a rychle převezeni do stovky kilometrů vzdálených věznic. Zde byli podrobeni výslechům a mučení. Pokud přežili, byli odesíláni do koncentračních táborů Dachau, Sachsenhausen, Buchenwald, Mauthausen, Neuengamme, Gross-Rosen a Natzweiler. Všem úřadům bylo zakázáno podávat zprávu o úmrtí vězně z akce Nacht und Nebel příbuzným, ani nebylo vydáváno tělo zemřelého k pohřbení do vlasti.